# アイドルユニットサマーフェスティバル2010
アイドルユニットサマーフェスティバル2010（アイドルユニットサマーフェスティバルにせんじゅう）は、ニッポン放送の主催で2010年8月30・31日に渋谷C.C.Lemonホール（渋谷公会堂）で開催された女性アイドルグループ4組によるライブイベントである。

## 概要
2010年代前半のいわゆる「アイドル戦国時代」の幕開けを告げるエポックメイキングな出来事として、アイドルに造詣の深い吉田豪（プロインタビュアー）や嶺脇育夫（タワーレコード社長）が言及するように、「MUSIC JAPAN 女性アイドル大特集！」（NHK総合テレビジョン、2010年5月30日放送）、「TOKYO IDOL FESTIVAL 2010 @Shinagawa」（2010年8月7・8日、品川プリンスホテル）と並び、10年以上経った2021年現在においても語り継がれるイベントとなっている。
スウィートパワー社長の岡田直弓は、結成したばかりのbump.yがどうやったらファンが増えるか、当時「B.L.T.」編集長であった井上朝夫（現HUSTLE PRESS社長）に相談したところ、「他のアイドルファンに見せればよい」との提案を受ける。
また、ニッポン放送の増田佳子（現取締役）は、2009年の秋に番組制作ディレクターからイベント制作の部署に異動、その際に夏休み最後の2日間に渋谷公会堂を押さえることができたので何か企画してほしいとの上司の依頼を受けていた。
増田は岡田から井上を紹介され、「来年（2010年）の夏はアイドルが熱くなる」との情報によりアイドルイベントの開催を決める。出演者は井上からの推薦に基づき選定した。当初社内外から「アイドルブームが来るの？」と疑いの目で見られていたものの、ハロー!プロジェクト（ハロプロ）のライブにしか出演したことのないスマイレージ（現アンジュルム）が外部のイベントに初出演するという話題性もあり、いざチケットを販売したところ即完売したことから、周囲が「アイドルブームへの疑いから確信に変わった」と述懐している。ただし、「BUBKA」の編集長・森田秀一（サミュL）と編集部員・並木愼一郎（ゾンビーノ、のちに副編集長）は当日券で入ったと証言している。
「紙のプロレス」編集者の経歴を持つ吉田は、伝説のイベントとなった要因として、川上アキラ（ももいろクローバー（現ももいろクローバーZ）マネージャー）、山田昌治（当時スマイレージマネージャー、現YU-M エンターテインメント代表取締役）といった「プロレス心」を持ったマネージャーが交流戦で「（ガチを）仕掛けた」ことにあると指摘している。山田も、「僕らは桜庭和志になりたかった」と語っている。一方、吉田は当時編集長以下SKE48をプッシュしていたBUBKAの関係者がそのパフォーマンスに落胆した様子を「高田延彦がヒクソン・グレイシーに何もできずに負けたときぐらいの落ち込み方」と例えている。
2020年、音楽ナタリーにて、連載「2010年代のアイドルシーン」がスタート。その第1弾として本イベントに焦点を当てた「"アイドル戦国時代"幕開けの瞬間」が前後編で掲載された。また、同年8月31日には、当事者であった増田、川上、山田、湯浅洋（当時SKE48劇場支配人、現JKT48スペシャルアドバイザー）を迎え、吉田の司会による配信イベント「ライブナタリー オンライントーク 「その時、アイドルシーンの歴史が動いた」"仕掛けた側"と"仕掛けられた側"が語る"アイドル戦国時代"幕開けの瞬間」が開催された。イベント中、当時SKE48のパフォーマンスを酷評した並木が参入、「盛り上がった記憶しかない」とする湯浅との間で論争となった。

## 出演者
- ももいろクローバー（現ももいろクローバーZ）
- bump.y
- スマイレージ（現アンジュルム）
- SKE48
  - 出演メンバーは大矢真那・木﨑ゆりあ・木下有希子・桑原みずき・須田亜香里・高田志織・平田璃香子・平松可奈子・松井珠理奈・松井玲奈・矢神久美・石田安奈・小木曽汐莉・高柳明音・古川愛李・向田茉夏[9]
- 吉田尚記（司会、ニッポン放送アナウンサー）

## 放送
2010年9月4日（3日深夜）放送「オールナイトニッポンR」（ニッポン放送）でライブの模様が放送された。